# Brenda's Got a Baby
Brenda's Got a Baby è un brano hip hop del rapper statunitense scomparso Tupac Shakur scritto dall'interprete con D. Evans e prodotto da The Underground Railroad per l'album di debutto dell'artista, 2Pacalypse Now. Nel brano è presente anche il cantante R&B Dave Hollister dei BLACKstreet.

## Composizione e testo
L'atmosfera della canzone è decisamente malinconica e tetra, accompagnata da un ritmo cadenzato che si ripete fino al termine, con una serie di archi che enfatizzano la drammaticità del pezzo. Il brano si apre con il ritornello cantato da Dave Hollister del quartetto R&B BLACKstreet accompagnato da una voce femminile. Il coro chiude l'ultimo minuto della canzone, mentre per gran parte della durata del pezzo c'è una lunga strofa rap eseguita da Tupac, che racconta la storia della protagonista Brenda. La canzone affronta il tema delle gravidanze indesiderate durante l'adolescenza, e della reazione delle giovanissime madri e delle rispettive famiglie. Shakur ha preso l'idea del testo dopo aver letto una notizia sui giornali riguardo ad una ragazzina di dodici anni incinta di suo cugino che per nascondere il fatto alla famiglia ha buttato il neonato in un cassonetto dell'immondizia. La strofa di Tupac inizia col rapper che racconta di aver sentito che Brenda è incinta, introducendo il personaggio della ragazza di dodici anni. Il rapper illustra la difficile situazione in cui vive la protagonista: Brenda ha ricevuto una scarsa educazione e un'altrettanto scarsa istruzione, sa scrivere appena, proviene da una famiglia molto povera e suo padre è tossicodipendente, da eroina. La ragazza è stata messa incinta dal cugino, di cui non si sa il nome, e riesce facilmente a nascondere la gravidanza agli occhi dei familiari. Il cugino/ragazzo non aiuta affatto Brenda, e l'abbandona nel bagno della casa di lei prima che partorisca. La ragazzina, in preda al panico, decide di buttare il neonato in un cassone per l'immondizia, ma le strilla del piccolo la fanno tornare sui suoi passi e recupera il bambino. Sua madre la rimprovera severamente, e Brenda scappa di casa. Tupac continua raccontando che la ragazzina s'impegna per iniziare una nuova vita, ma non trova nessun lavoro onesto. Così inizia a spacciare crack, ma il tentativo non ha successo e finisce per essere derubata. Alla fine Brenda trova l'unica strada per guadagnare soldi nella prostituzione, scelta che la porterà ad essere assassinata.
L'intento di Tupac nel comporre questa canzone è stato quello di sensibilizzare l'opinione pubblica riguardo alla dura vita nei ghetti e a quello che sono costrette ad affrontare le ragazze madri; inoltre si tratta, come molti altri brani del rapper scomparso, di una forte critica alla società statunitense e al governo Usa, che non aiuta quanto dovrebbe le classi povere e i giovani in difficoltà.

## Video musicale
Il videoclip, girato in bianco e nero, racconta di una ragazza di nome Brenda, la quale ha un figlio dal fratello del suo fidanzato, e si apre con la scritta "based on a true story" (basato su una storia vera). Il problema si presenta quando la ragazza, 12 anni, fa vedere il figlio alla famiglia. Quest'ultima, soprattutto la madre, non aiuta la figlia in questo momento di difficoltà perché la crede una prostituta. Il video nella parte centrale fa vedere che viene trovato il cadavere di una ragazza; è Brenda. La ragazza, non riuscendo a dare da mangiare a sua figlia si suicida e prima di fare ciò butta il neonato in un cassonetto. Al termine del video si può osservare come 2pac, sentendo le grida della bambina, se ne prende cura.